# 硬壳玉山竹
硬壳玉山竹（学名：Yushania cartilaginea）为禾本科玉山竹属下的一个种。

## 扩展阅读
- 維基物種上的相關：硬壳玉山竹